# Efigénia do Carvalhal
Ephigénia do Carvalhal de Sousa Teles Pimentel (Veiga de Lila, 16 de março de 1839 - 22 de janeiro de 1932) foi uma poeta e escritora portuguesa.

## Biografia
Nasceu na freguesia de Veiga de Lila, município de Valpaços, filha de Júlio do Carvalhal de Sousa Silveira Teles Pereira e Menezes, militar e político, e de D. Maria da Piedade Ferreira Sarmento Pimentel de Lacerda e Lemos, a primeira de quatro filhos. Os seus irmãos eram D. Maria Adelaide do Carvalhal de Sousa Silveira e Telles Betencourt, D. Beatriz do Carvalhal de Sousa Silveira e Telles Betencourt e César do Carvalhal de Sousa Silveira e Telles Betencourt. A sua família tinha raízes aristocráticas, com membros da Casa Real Portuguesa desde o século XVII, e possuía terras em Veiga de Lila. Era prima em primeiro grau de Álvaro do Carvalhal.
O pai lutou ao lado de D. Pedro IV na Guerra Civil Portuguesa, e escrevia para periódicos, dentre os quais se destaca o Almanaque de Lembranças Luso-Brasileiro. Criada num meio rural, Efigénia não tem acesso ao ensino universitário, e torna-se autodidata.
Em 1876, Efigénia tornou-se morgada de Nossa Senhora dos Remédios, título que herdou à morte do pai no mesmo ano, e, casou com Francisco Moraes Teixeira Pimentel, morgado do Rio Torto, de quem teve dois filhos que morreram durante a infância.
Efigénia colaborou com vários periódicos portugueses, como A Esperança, O Almanaque das Senhoras, e A Crisálida: Jornal de Literatura. Alguns dos artigos publicados em capítulos nestes periódicos foram publicados depois como livros: Clotilde, em 1869 e A Casa Negra, que fora publicado pela primeira vez em 1866. Para além de romance e poesia, publicou também traduções na imprensa periódica portuguesa.

## Obras

### Livros publicados
- 1869 - Clotilde
- A Casa Negra

### Publicações em Periódicos
A Esperança - volume I
- Uma esperança desfolhada
- A Nuvem Branca
- Aos anos de meu adorado pai
- Amizade
- Uma saudade
- A Borboleta
- Encantos da Natureza
- O Primeiro de junho
- A um theatro
- Carlos e Laura

A Esperança - volume II
- Clotilde
- A Casa negra
- Adeus
- Duas Palavras de Explicação